# Montante (economia)
Il montante, in matematica finanziaria, è il valore monetario riferito al termine di un intervallo di tempo comprensivo del capitale iniziale e degli interessi maturati nell'intervallo di tempo di riferimento.

## Formula generica per la determinazione del montante
La formula generica di calcolo del montante è
{\displaystyle M=C_{0}+I}
dove:
- {\displaystyle M} è il montante
- {\displaystyle C_{0}} è il capitale iniziale
- {\displaystyle I} è l'interesse maturato

L'operazione che consente di calcolare il montante prende il nome di capitalizzazione; la funzione di calcolo si dice funzione di capitalizzazione.

## Montante a interesse semplice
In regime finanziario a interesse semplice la formula del montante è esprimibile nella seguente forma:
{\displaystyle M=C_{0}\ (1+r\cdot t)}
dove:
- {\displaystyle r} è il saggio di interesse annuo
- {\displaystyle t} è il numero di anni per i quali si protrae l'investimento

## Montante a interesse composto
Nel regime finanziario dell'interesse composto discontinuo annuo l'interesse maturato si somma al capitale che lo ha generato al termine di ogni anno, diventando fruttifero negli anni successivi.
Il montante si ottiene dall'accumulazione finale all'anno n-esimo del capitale iniziale e degli interessi capitalizzati al termine di ogni anno:
{\displaystyle M=C_{n-1}\cdot (1+r)=C_{n-2}\cdot (1+r)^{2}=\cdots =C_{0}\cdot (1+r)^{n}}
dove:
- {\displaystyle C_{n}} è il montante all'anno n-esimo;
- {\displaystyle C_{0}} è il capitale iniziale;
- {\displaystyle r} è il tasso di interesse;
- {\displaystyle n} è il numero di anni dell'intervallo temporale di riferimento.

L'espressione 1 + r è detta montante unitario ed equivale al montante dell'unità monetaria (es. 1 €) al termine di un anno.
In matematica finanziaria, il montante unitario è generalmente indicato con la lettera q. 
La formula del montante a interesse composto si esprime perciò nella seguente forma:
{\displaystyle M=C_{0}\cdot q^{n}}
L'espressione {\displaystyle q^{n}}, detta fattore di capitalizzazione a interesse composto, rappresenta il montante a interesse composto dell'unità monetaria al termine di un periodo di n anni. L'espressione è detta anche coefficiente di posticipazione a interesse composto in quanto si applica per riferire all'anno n-esimo un valore monetario attuale, operazione che, in matematica finanziaria, è denominata posticipazione.
Il valore del coefficiente di posticipazione, riferito a diversi saggi di interesse, è generalmente riportato nelle tavole finanziarie allegate ai manuali di estimo e di economia.